# Homalium trigynum
Homalium trigynum är en videväxtart som först beskrevs av John Gilbert Baker, och fick sitt nu gällande namn av Herman Otto Sleumer. Homalium trigynum ingår i släktet Homalium och familjen videväxter. Inga underarter finns listade i Catalogue of Life.